# 耶律善才
耶律思忠（1172年—1232年3月20日）字天祐，小字善才，遼太祖長子東丹王耶律倍的八世孫，金朝政治人物。

## 生平
耶律辨才父親耶律履在金章宗明昌初拜尚書右丞；長兄耶律辨才官至奉國上將軍、武廟署令；三弟耶律楚材為元朝為中書令。耶律善才以宰相之子引見，補東上閣門祗候。泰和四年（1204年），調任衡水令、蘭州軍事判官，入為西山閣門簽事。大安二年（1210年），改太子典儀，轉裁造署令。貞祐二年（1214年）宣宗南渡，耶律辨才和耶律善才當護衛，善才以功勞授儀鸞局使。沒多久遷太府少監，兼直西上閣門尚食局使。貞祐三年（1215年），出為同知昌武軍節度使事，改章化軍。歷嵩、裕、息、延四州刺史、同知鳳翔府事、中京副留守、同知歸德府事。
金正大九年（1232年）正月，汴京被圍，耶律辨才、善才兩兄弟皆在汴京，耶律楚材奉召索回兩人北歸。二月，金哀宗在隆德殿召見辨才、善才二人，二人乞留在汴京，哀宗贈金幣堅持遣回北方，於是耶律辨才歸真定，善才卻於二月十七日自投內東城濠水中死，皇帝為之震悼，贈工部尚書、龍虎衛上將軍。
妻子郭氏，子耶律鈞，男孫耶律寧壽、耶律昌壽、耶律德壽。